# Blas Saruppo
Blas Saruppo (ur. 25 lipca 1896, zm. 26 września 1951 – argentyński piłkarz, napastnik.
Jako gracz klubu Sportivo Barracas Buenos Aires wziął udział w turnieju Copa América 1921, gdzie Argentyna pierwszy raz w swych dziejach zdobyła mistrzostwo Ameryki Południowej. Saruppo zagrał w dwóch meczach - z Paragwajem (zdobył bramkę) i Urugwajem.
Nadal jako piłkarz klubu Sportivo Barracas wziął udział w turnieju Copa América 1923, gdzie Argentyna została wicemistrzem Ameryki Południowej. Saruppo zagrał we wszystkich trzech meczach - z Paragwajem (zdobył bramkę), Brazylią (zdobył bramkę) i Urugwajem. Dwie zdobyte bramki dały mu tytuł wicekróla strzelców turnieju.
Saruppo grał także w klubie Newell’s Old Boys Rosario.
W latach 1921–1923 Saruppo rozegrał w reprezentacji Argentyny 9 meczów i zdobył 3 bramki.